# Михайлов, Дмитрий Валерьевич
Дми́трий Вале́рьевич Миха́йлов (28 марта 1976, Киргизская ССР) — российский футболист, выступавший на позиции вратаря. Провёл 2 матча за нижегородский «Локомотив» в рамках Кубка Интертото-1997, а также был основным голкипером команды во второй половине сезона 1997 чемпионата России по футболу. В настоящее время работает тренером вратарей молодёжного состава ФК «Томь».

## Карьера

### Игровая
В начале своей карьеры Михайлов сыграл несколько матчей за резервную команду петербургского «Зенита». В 1995 году стал игроком клуба «Торпедо» Павлово, которое играло в центральной зоне Второй лиги. Проведя за команду 84 матча, в 1997 году перешёл в «Локомотив» Нижний Новгород, который выступал в высшем дивизионе страны. Первую половину сезона 1997 Михайлов являлся запасным вратарём. Дебютировал в чемпионате России 23 июля 1997 года во встрече с калининградской «Балтикой», которая закончилась разгромом нижегородцев со счётом 1:4. В следующем матче с «Ростсельмашем» остался на скамейке запасных, но после того, как Андрей Сацункевич пропустил два гола, появился на поле (итоговый счёт 1:3). Всего провёл 10 игр в чемпионате, в том числе с «Динамо» (поражение 0:1) и «Ротором» (проигрыш со счётом 1:2), которые в том сезоне стали обладателями бронзовой и серебряной медалей соответственно.
Несмотря на неудачные выступления в чемпионате 1997 года, в Кубке Интертото «Локомотив» вышел с первого места из группы 11, но в полуфинале проиграл шведскому «Хальмстаду» по сумме двух матчей. В этой еврокубковой кампании Михайлов провёл 2 игры: в заключительном туре группового турнира в Хайфе против «Маккаби» (4:0) и дома против «Хальмстада» (0:0) в первом матче 1/2 финала.
После того, как «Локомотив» вылетел из Высшей лиги в первый дивизион, в сезоне 1998 клуб занял второе место. Это означало возвращение в высший дивизион. Перед началом сезона Михайлов тренировался вместе с командой, но за неделю до окончания сборов травмировал коленный сустав и повредил ахилл, поэтому в первом круге в воротах стоял Дмитрий Гончаров. Летом Михайлов был отправлен в аренду в клуб «Лада-Симбирск» Димитровград. Затем ушёл в «Нефтехимик», где отыграл два сезона. В 2003 году стал игроком «Алнаса». Здесь находился пять сезонов, регулярно играя в основе в рамках Второго дивизиона зоны «Урал-Поволжье». Завершал карьеру в дзержинском «Химике».

### Тренерская
Вскоре после окончания карьеры был назначен тренером дублёров в «Волге» из Нижнего Новгорода.
С 2012 года является тренером вратарей молодёжной команды футбольного клуба «Томь».